# Учини
 Тази статия е за селото в Гърция.  За византийската писателка вижте Анна Комнина.  
Учини (на гръцки: Κομνηνά, Комнина, до 1928 Ούτσανα, Уцана, до 1961 Κομνηνό, Комнино, на турски: Uçana) е село в Егейска Македония, Гърция, част от дем Еордея в област Западна Македония.

## География
Селото е разположено на 680 m надморска височина в долината на река Делова (Аспропотамос), южно от планината Хиндирлик (Мавропули).

## История

### В Османската империя
Името на селището в началото на XX век е Уджана или Уджане или Учини. В 1848 година руският славист Виктор Григорович описва в „Очерк путешествия по Европейской Турции“ Учинъ като българско село. Според „Етнография на вилаетите Адрианопол, Монастир и Салоника“, издадена в Константинопол в 1878 година и отразяваща статистиката на населението от 1873 година, Уджине (Oudjiné) е село в каза Джумали 20 домакинства и 60 жители мюсюлмани.
Към 1900 година според Васил Кънчов Учини (Уджана) е чисто турско село с 600 жители.
На Етнографската карта на Битолския вилает на Картографския институт в София от 1901 година Уджана е помашко (гръцко мохамеданско) село в Кайлярската каза на Серфидженския санджак със 130 къщи.
Според статистика на Серфидженския санджак на гръцкото консулство в Еласона от 1904 година в Уцена (Ούτσενα), Кайлярска каза, живеят 580 турци.

### В Гърция
През Балканската война в 1912 година в селото влизат гръцки части и след Междусъюзническата в 1913 година остава в Гърция. Боривое Милоевич пише в 1921 година („Южна Македония“), че Учена има 30 къщи турци. Турското население е изселено от Гърция след Лозанския мирен договор в 1923 година и на негово място за заселени гърци бежанци от Мала Азия. В 1928 година селото е чисто бежанско и има 259 бежански семейства с 1037 души. В 1928 година селото е прекръстено на Комнино, а в 1961 - на Комнина. Днес мнозинството от населението на Комнина са понтийски гърци, които говорят понтийски език.
Традиционно населението се занимава с отглеждане предимно на жито, тютюн грозде, както и със скотовъдство.
| Име          | Име           | Ново име       | Ново име       | Описание                                                                               |
| ------------ | ------------- | -------------- | -------------- | -------------------------------------------------------------------------------------- |
| Илан тепе    | Γιλάν Τεπέ    | Рахи           | Ράχη           | връх в Каракамен на ЮЮИ от Учини (1212,8 m)                                            |
| Фидина       | Φιντίνα       | Пердикотопос   | Περδικότοπος   | местност в Каракамен на ЮИ от Учини                                                    |
| Керван Гьолу | Κερβάν Γιολού | Монопати       | Μονοπάτι       | връх в Каракамен на ЮЮИ от Учини (990 m)                                               |
| Църковяни    | Ζαρκόβιανι    | Дамаскинотопос | Δαμασκηνότοπος | местност на ЮИ от Учини с параклис „Свети Илия“ в З подножие на връх Зигана (1453,3 m) |
| Симатаф      | Σηματάφ       | Ктимата        | Κτήματα        | местност на ЮЗ от Учини                                                                |
| Чаири        | Τσαΐρια       | Ливадион       | Λιβάδιον       | местност на Ю от Учини                                                                 |
| Каракуш      | Καρακούς      | Мавро Пули     | Μαύρο Πουλί    | река на ЮИ от Учини                                                                    |
| Сумала       | Σουμαλάς      | Корифи         | Κορυφή         | връх в Каракамен на И от Учини (1303,4 m)                                              |
| Глислар      | Γλισλάρ       | Ипсома         | Ύψωμα          | местност на СЗ от Учини и на ЮЗ от Муралар                                             |
| Партоп       | Παρτόπ        | Хортария       | Χορτάρια       | местност на ЮЗ от Учини                                                                |

| Година    | 1913 | 1920 | 1928 | 1940 | 1951 | 1961 | 1971 | 1981 | 1991 | 2001 | 2011 | 2021 |
| --------- | ---- | ---- | ---- | ---- | ---- | ---- | ---- | ---- | ---- | ---- | ---- | ---- |
| Население | 682  | 914  | 1906 | 1788 | 1475 | 1468 | 1017 | 1047 | 1047 | 1120 | 690  | 517  |